# Râul Conop
Râul Conop este un curs de apă, afluent al râului Mureș. 